# VIII Puchar Gordona Bennetta (balonowy)
VIII Puchar Gordona Bennetta – zawody balonów wolnych o Puchar Gordona Bennetta zorganizowane w 1913 w Paryżu. Zawody rozpoczęły się 13 października.
Podczas zawodów po raz pierwszy startowała kobieta: Mme Gustave Goldschmidt.

## Uczestnicy
Wyniki zawodów. Do zawodów zgłoszono 21 załóg: po 2 z Wielkiej Brytanii, Włoch i Belgii  i po 3 z Francji, Szwajcarii, Niemiec, Austrii i USA. Dzięki wsparciu Léona Bartou zawodnicy wystartowali z ogrodów Tuileries. Strat zaplonowano na godzinę 4 po południu. Zawodnicy mieli startować w następującej kolejności: Maurice Bienaimé Francja, John Dunville Wielka Brytania, Agostini Włochy, John Watts USA, Leon Gerard Belgia, E. C. von Sigmundt Austria, Hugo Kaulen Cesarstwo Niemieckie, Victor de Beauclair Szwajcaria, Alfred Leblanc Szwajcaria, Jean de Francia Wielka Brytania, Pastine Włochy, Harry E. Honeywell USA, Ernest Demuyter Belgia, F.W. Lehnert Austria, Gustav von Pohl Cesarstwo Niemieckie, Paul Armbruster Szwajcaria, René Rumpelmayer Francja, Ralph Hazlett Upson USA, Hans Berliner Cesarstwo Niemieckie, Palmarini Szwajcaria. 13 października wystartowało tylko 18 balonów. 
| Zajęte miejsce | Balon       | Pojemność | Załoga pilot pomocnik pilota                    | Kraj                 | Czas lotu [h]   | Odległość [w km] | Miejsce lądowania                 |
| -------------- | ----------- | --------- | ----------------------------------------------- | -------------------- | --------------- | ---------------- | --------------------------------- |
| 1.             | Goodyear    |           | Ralph Hazlett Upson, Ralph Albion Drury Preston | Stany Zjednoczone    | 43:30           | 618,00           | Bampton, Bridlington, Devon (GBR) |
| 2.             |             |           | Harry E. Honeywell, J.H. Wade                   | Stany Zjednoczone    | 29:35           | 483,00           |                                   |
| 3.             | Roma        |           | Giovanni Pastini, Benigni Tullio                | Włochy               | 32:35           | 457,00           |                                   |
| 4.             | Helvetia    |           | Paul Armbruster, H. Seiffert                    | Szwajcaria           | 30:00           | 442,00           | Bolazec (FRA)                     |
| 5.             | Zurich      |           | Victor de Beauclair, H. Biehly                  | Szwajcaria           | 29:55           | 438,00           | Kergavacu (FRA)                   |
| 6.             | Stella      |           | René Rumpelmayer, Mme Gustave Goldschmidt       | Francja              |                 | 437,00           | Ducksky                           |
| 7.             | Belgia II   |           | Ernest Demuyter, Albert Vléminckx               | Belgia               | 32:00           | 435,00           | St.Michel-en-Greve (FRA)          |
| 8.             | Astarte     |           | E. C. von Sigmundt                              | Austria              |                 | 425,00           |                                   |
| 9.             |             |           | Alfred Leblanc, Émile Dubonnet                  | Francja              |                 | 422,00           |                                   |
| 10.            |             |           | Leon Gerard, Eduard van Nuffel                  | Belgia               |                 | 415,00           |                                   |
| 11.            |             |           | Jean de Francia, Welby-Jourdan                  | Wielka Brytania      |                 | 377,00           |                                   |
| 12.            | B.-A.       |           | Agostini, Guiseppe di Valle                     | Włochy               |                 | 364,00           | Dahouët (FRA)                     |
| 13.            | Picardie    |           | Maurice Bienaimé, Jacques Schneider             | Francja              |                 | 363,00           |                                   |
| 14.            | Banscheé    |           | John Dunville, Corbet                           | Wielka Brytania      |                 | 362,00           |                                   |
| 15.            | Hamburg II  |           | Gustav von Pohl, Paul Perlewitz                 | Cesarstwo Niemieckie | 29:10           | 347,00           |                                   |
| 16.            | Duisburg    |           | Hugo Kaulen senior, Bruno Schmitz               | Cesarstwo Niemieckie | 28:00           | 318,00           |                                   |
| 17.            | Frankfurt   |           | F.W. Lehnert, Kirsch                            | Austria              |                 | 289,00           |                                   |
| 18.            | Metzeler    |           | Hans Berliner, Carl Richard Mann                | Cesarstwo Niemieckie | 25:10           | 274,00           |                                   |
|                | Kansas-City |           | John Watts, Quisenberg                          | Stany Zjednoczone    | nie wystartował | nie wystartował  | nie wystartował                   |
|                |             |           | Hans                                            | Austria              | nie wystartował | nie wystartował  | nie wystartował                   |
|                | Azurea      |           | Palmarini                                       | Szwajcaria           | nie wystartował | nie wystartował  | nie wystartował                   |